# Do You Believe in Magic (album The Lovin' Spoonful)
| Recensione              | Giudizio |
| ----------------------- | -------- |
| AllMusic                |          |
| Robert Christgau        | A-       |
| Piero Scaruffi          |          |
| Dizionario del Pop-Rock |          |
| 24.000 dischi           |          |

Do You Believe in Magic è il primo album del gruppo musicale folk rock statunitense dei The Lovin' Spoonful, pubblicato dalla Kama Sutra Records nel novembre del 1965.

## Tracce

### LP (1965, Kama Sutra Records, KLP 8050/KLPS 8050)
Lato A
1. Do You Believe in Magic – 2:04 (John Sebastian) – Registrato nel giugno 1965
2. Blues in the Bottle – 2:10 (Tradizionale; adattamento e arrangiamento di John Sebastian, Zal Yanovsky, Steve Boone, Joe Butler, Peter Stampfel, Steve Weber) – Registrato nel luglio 1965
3. Sportin' Life – 4:03 (Tradizionale; adat. e arr. di John Sebastian, Zal Yanovsky, Steve Boone, Joe Butler) – Registrato nell'agosto 1965
4. My Gal – 2:30 (Tradizionale; adat. e arr. di John Sebastian, Zal Yanovsky. Steve Boone, Joe Butler, Jim Kewskin, Erik Jacobsen) – Registrato nell'agosto 1965
5. You Baby – 2:55 (Barry Mann, Cynthia Weil, Phil Spector) – Registrato nel luglio 1965
6. Fishin' Blues – 1:58 (Tradizionale; adat. e arr. di John Sebastian) – Registrato nell'agosto 1965

Durata totale: 15:40
Lato B
1. Did You Ever Have to Make Up Your Mind – 2:00 (John Sebastian) – Registrato nel settembre 1965
2. Wild About My Lovin' – 2:38 (Tradizionale; adat. e arr. di John Sebastian, Zal Yanovsky, Steve Boone, Joe Butler) – Registrato nel luglio 1965
3. Other Side of This Life – 2:30 (Freddy Neil) – Registrato nell'agosto 1965
4. Younger Girl – 2:23 (John Sebastian) – Registrato nell'agosto 1965
5. On the Road Again – 1:52 (John Sebastian) – Registrato nel giugno 1965
6. Night Owl Blues – 3:00 (John Sebastian) – Registrato nell'agosto 1965

Durata totale: 14:23

### CD (2002, Kama Sutra/Buddha Records, 74465 99730 2)
1. Do You Believe in Magic – 2:05 (John Sebastian)
2. Blues in the Bottle – 2:10 (Tradizionale; adat. e arr. di John Sebastian, Zal Yanovsky, Steve Boone, Joe Butler, Peter Stempfel, Steve Weber)
3. Sportin' Life – 4:03 (Tradizionale; adat. e arr. di John Sebastian, Zal Yanovsky, Steve Boone, Joe Butler)
4. My Gal – 2:35 (Tradizionale; adat. e arr. di John Sebastian, Zal Yanovsky, Steve Boone, Joe Butler, Jim Kewskin, Erik Jacobsen)
5. You Baby – 2:53 (Barry Mann, Cynthia Weil, Phil Spector)
6. Fishin' Blues – 1:59 (Tradizionale; adat. e arr. di John Sebastian)
7. Did You Ever Have to Make Up Your Mind – 1:59 (John Sebastian)
8. Wild About My Lovin' – 2:34 (Tradizionale; adat. e arr. di John Sebastian)
9. Other Side of This Life – 2:28 (Fred Neil)
10. Younger Girl – 2:17 (John Sebastian)
11. On the Road Again – 1:50 (John Sebastian)
12. Night Owl Blues – 3:00 (John Sebastian)
13. Alley Oop – 2:14 (Dallas Frazier) – Traccia bonus - brano inedito - Registrato nell'agosto 1965
14. Younger Girl (demo version) – 2:38 (John Sebastian) – Traccia bonus - brano inedito - Registrato nel giugno 1965
15. Blues in the Bottle (alternate vocal version) – 3:00 (Tradizionale; adat. e arr. di John Sebastian, Zal Yanovsky, Steve Boone, Joe Butler, Peter Stempfel, Steve Weber) – Traccia bonus - brano inedito - Registrato nel luglio 1965
16. Wild About My Lovin' (alternate vocal version) – 2:36 (Tradizionale; adat. e arr. di John Sebastian) – Traccia bonus - brano inedito - Registrato nel luglio 1965
17. Other Side of This Life (Strumentale) – 2:31 (Fred Neil) – Traccia bonus - brano inedito - Registrato nell'agosto 1965

Durata totale: 42:52

## Formazione

### Gruppo
- John Sebastian – chitarra, armonica, autoharp, organo, voce solista (eccetto brani: A2, A5, B3 e B5)
- Zalman "Zal" Yanovsky – chitarra solista, voce solista (brani: A2 e B5)
- Steve Boone – basso
- Joe Butler – batteria, percussioni, voce solista (brani: A5 e B3)

### Altri musicisti
- Gary Chester – tamburello (brano: A1)[7]

### Produzione
- Erik Jacobsen – produzione (per la Koppelman-Rubin Associates)
- Val Valentin – direzione delle registrazioni
- Joel Tanner – design copertina album originale
- Charles Stewart – foto copertina album originale
- Peter Stampfel & Antonia – note retrocopertina album originale[8]

## Classifica
Album
| Anno | Classifica    | Posizione raggiunta |
| ---- | ------------- | ------------------- |
| 1965 | Billboard 200 | 32                  |

Singoli
| Anno | Titolo del brano                       | Classifica | Posizione raggiunta |
| ---- | -------------------------------------- | ---------- | ------------------- |
| 1965 | Do You Believe in Magic                | Hot 100    | 9                   |
| 1966 | Did You Ever Have to Make Up Your Mind | Hot 100    | 2                   |